# Liste der Kulturdenkmäler in Derschen
In der Liste der Kulturdenkmäler in Derschen sind alle Kulturdenkmäler der rheinland-pfälzischen Gemeinde Derschen aufgelistet. Grundlage ist die Denkmalliste des Landes Rheinland-Pfalz (Stand: 4. Mai 2023).

## Einzeldenkmäler
| Bezeichnung | Lage                                  | Baujahr                         | Beschreibung                                                                                          | Bild |
| ----------- | ------------------------------------- | ------------------------------- | --- | ---- |
| Quereinhaus | Auf der Kornbitz 1 Lage               | 18. oder frühes 19. Jahrhundert | Fachwerk-Quereinhaus mit Niederlass, teilweise massiv und verkleidet, 18. oder frühes 19. Jahrhundert | BW   |
| Gässebackes | Schmiedengasse, gegenüber Nr. 18 Lage |                                 | kleines Backhaus                                                                                      | BW   |
| Quereinhaus | Schmiedengasse 24 Lage                | 18. Jahrhundert                 | Fachwerk-Quereinhaus mit Niederlass, teilweise massiv und verschiefert, 18. Jahrhundert               | BW   |